# 베스 리스그래프
베스 리스그래프(Beth Riesgraf, 1978년 8월 24일 ~ )는 미국의 배우이다.

## 출연 작품
- 펠리니를 찾아서 - 실비아 역